# Luca Passi
Luca Passi (Bergame, 22 janvier 1789 - Venise, 18 avril 1866) est un prêtre catholique italien, fondateur de la pieuse œuvre de sainte Dorothée et des sœurs Maîtresses de Sainte Dorothée. Il est considéré comme bienheureux par l'Église catholique. Sa fête est le 18 avril.

## Biographie
Luca Passi est né au sein d'une famille prestigieuse de la ville de Bergame, sous la république de Venise, le 22 janvier 1789. Il est entré au séminaire de sa ville natale et il fut ordonné prêtre le 13 mars 1813. Le 16 mars 1815, le pape Grégoire XVI lui accorda le titre de missionnaire apostolique.
En 1810, Luca était devenu le directeur de la Confrérie du Saint-Sacrement et en 1811, celle de la Doctrine chrétienne. Grâce à l'aide de son frère (lui aussi ayant été ordonné prêtre), Don Luca fonde les Sociétés de Saint-Raphaël et de Sainte-Dorothée, en compagnie de ses membres de ses confréries, pour l'éducation chrétienne des enfants et des jeunes. L’œuvre a été encouragée par le pape Pie VII, qui a désiré propager ces Sociétés dans différentes villes.
La branche masculine : la Société de Saint-Raphaël, répartie à Gênes, a été freinée par la Révolution de 1848-1849. Quant à la Société de Sainte-Dorothée, elle s'est fortement développée dans toute l'Italie.
Don Luca est mort le 18 avril 1866 à Venise.

## Béatification
Luca Passi a été déclaré vénérable par le pape Jean-Paul II en 1998.
Il a été béatifié le 13 avril 2013 par le cardinal Angelo Amato, au nom du pape François, dans la basilique Saint-Marc de Venise.
Sa fête est fixée au 18 avril d’après le Martyrologe romain.